# Dietersburg
Dietersburg település Németországban, azon belül Bajorországban. Lakosainak száma 3131 fő (2023. december 31.). Dietersburg Johanniskirchen, Egglham, Schönau, Postmünster, Pfarrkirchen, Bad Birnbach, Aidenbach, Arnstorf, Nöham, Amsham és Hirschbach községekkel határos.

## Népesség
A település népessége az elmúlt években az alábbi módon változott:
| Lakosok száma | 813  | 932  | 1381 | 2659 | 3124 | 3110 | 3156 | 3145 | 3120 | 3131 |
|               | 1871 | 1900 | 1950 | 1975 | 2010 | 2012 | 2014 | 2017 | 2021 | 2023 |